# Succasunna
Succasunna es un lugar designado por el censo ubicado en el condado de Morris en el estado estadounidense de Nueva Jersey. En el año 2010 tenía una población de 9,152 habitantes.

## Geografía
Succasunna se encuentra ubicado en las coordenadas 40°55′26″N 74°30′44″O / 40.92389, -74.51222.